# Eitan Lustig
Ethan (Otto) Lustig (Brno, Moràvia (Àustria), 14 de febrer, 1905 - 2 de novembre, 1974) va ser un director d'orquestra i cor israelians.

## Biografia
Ethan Lustig va estudiar música al Conservatori de Praga, entre d'altres amb Alexander Zemlinsky i Fidelio Finke. A partir de 1926 va treballar com a director en teatres i teatres d'òpera de Byblonz, a Osti nad Labem i a la seva ciutat natal. Quan els nazis van entrar a Txecoslovàquia el 1938, en va fugir amb la seva família, i el 1939 va pujar a bord del vaixell "Prosula" que va sortir del port de Constança a Romania. El vaixell va ser bombardejat pels britànics i tots els seus 650 passatgers van ser traslladats al vaixell "Tiger Hill", i van arribar a Israel com a immigrants il·legals (el director d'orquestra [Georg Singer] també va arribar a Israel en el mateix viatge). El 1941 va establir el Tel Aviv Chamber Choir a Tel Aviv, la majoria dels membres del qual eren immigrants alemanys, persones que van abandonar Europa i van emigrar a Israel quan els nazis van arribar al poder. També va exercir com a director a l'Òpera Nacional d'Israel.
Entre els seus alumnes d'estudis de direcció: el compositor Ami Maaini. A principis dels anys 60 del segle xx, Lustig va guiar, entre altres coses, el cor de la "Rananim School of Performing Arts", i el 1964 va fundar un cor professional, que va servir com a branca de Tel Aviv del cor "Jerusalem Voice of Israel". Les dues parts del cor van treballar simultàniament en les peces a interpretar i es van reunir una o dues vegades abans del concert per a un assaig combinat. Entre altres coses, el cor va actuar a la inauguració de l'edifici de la Knesset al setembre de 1966.
Eitan Lustig va morir a Tel Aviv el novembre de 1974 després d'una llarga malaltia, als 69 anys. Va ser enterrat al cementiri del sud.